# Paul von Hoepfner
Paul Gerhard Ludwig Johannes von Hoepfner (* 11. September 1849 in Berlin; † 2. Februar 1924) war ein preußischer General der Infanterie.

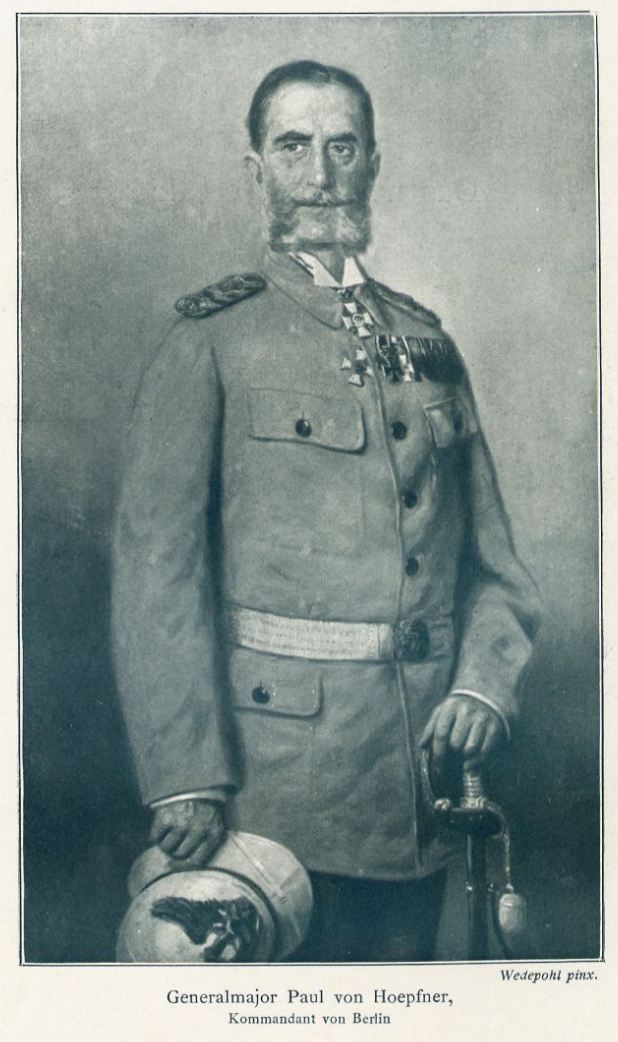

## Leben

### Herkunft
Paul war der Sohn des preußischen Generalmajors Eduard von Höpfner (1797–1858) und dessen Ehefrau Julie, geborene von Jaenichen (1812–1886). Seine Schwester Marie (1846–1926) war mit dem preußischen Generalleutnant Heinrich zu Rantzau verheiratet.

### Militärkarriere
Nach seiner Erziehung im elterlichen Hause und dem Besuch verschiedener Gymnasien, zuletzt in Potsdam, trat Hoepfner am 20. Juni 1866 als Dreijährig-Freiwilliger mit Aussicht auf Beförderung in das 1. Garde-Regiment zu Fuß der Preußischen Armee ein. Er nahm am folgenden Krieg gegen Österreich teil und avancierte bis Anfang Juli 1868 zum Sekondeleutnant. Im Krieg gegen Frankreich wirkte Hoepfner 1870/71 bei der Belagerung von Paris, machte die Kämpfe bei Le Bourget, Pierrefitte-sur-Seine sowie Stains mit und erhielt das Eiserne Kreuz II. Klasse.
Nach dem Friedensschluss war Hoepfner von September 1871 bis Januar 1873 als Kompanieoffizier zur Unteroffizierschule in Potsdam kommandiert, fungierte ab Ende September 1873 als Adjutant des II. Bataillons und rückte Mitte März 1876 zum Premierleutnant auf. Von April 1876 bis Juli 1877 folgte seine Kommandierung als Adjutant zum Lehr-Infanterie-Bataillon. Mitte August 1881 wurde Hoepfner zum überzähligen Hauptmann befördert und einen Monat später zum Chef der 2. Kompanie ernannt. Unter Beförderung zum Major und Überweisung zum Großen Generalstab wurde er am 24. Dezember 1888 in den Generalstab der Armee versetzt. Ende April 1889 folgte eine Verwendung zunächst beim Generalstab der 8. Division in Erfurt, dann beim Generalstab des IV. Armee-Korps in Magdeburg. Mit der Ernennung zum Kommandeur des I. Bataillons im Kaiser Franz Garde-Grenadier-Regiment Nr. 2 in Berlin trat Hoepfner am 17. Mai 1892 in den Truppendienst zurück und avancierte Mitte Mai 1894 zum Oberstleutnant. Am 16. Juni 1894 wurde er als etatmäßiger Stabsoffizier in das 2. Thüringische Infanterie-Regiment Nr. 32 nach Meiningen versetzt.
Unter Verleihung des Ranges als Regimentskommandeur schied Hoepfner aus der Armee aus und wurde am 16. Juni 1896 unter Stellung à la suite des I. See-Bataillon als Inspekteur der Marineinfanterie in der Kaiserlichen Marine angestellt. In dieser Eigenschaft rückte er Ende März 1897 zum Oberst auf, erhielt drei Jahre später den Rang eines Brigadekommandeurs und wurde am 22. Mai 1900 Generalmajor. Anlässlich des Boxeraufstandes beauftragte man Hoepfner mit der Aufstellung eines Expeditionskorps der Marineinfanterie zur Entsendung nach China. Er verlegt mit dem I. und II. See-Bataillon per Schiff nach Tsingtau, um zunächst das deutsche Pachtgebiet Kiautschou zu sichern. Zugleich war Hoepfner vom 18. August bis zum 28. Dezember 1900 Kommandeur der 3. Ostasiatischen Infanterie-Brigade, mit der er sich an den Kämpfen um Peking beteiligte. Krankheitsbedingt wurde er anschließend von seiner Stellung als Brigadekommandeur und von der Führung des Expeditionskorps der Marine enthoben. Er kehrte nach Deutschland in seine Stellung als Inspekteur der Marineinfanterie zurück und war zugleich mit der Wahrnehmung der Geschäfte des Kommandanten von Kiel beauftragt.
Durch Kabinettsorder vom 22. März 1902 wurde Hoepfner aus der Marine verabschiedet und als Kommandant von Berlin wieder in der Preußischen Armee angestellt. In dieser Eigenschaft erhielt er die Erlaubnis zur Annahme des Großoffizierkreuzes des Ordens der Krone von Italien, des Persischen Löwen- und Sonnenordens, des belgischen Leopoldsordens sowie des dänischen Dannebrogordens, außerdem des Albrechts-Ordens und des Greifenordens. Hoepfner stieg Ende April 1904 zum Generalleutnant auf und fungierte ab dem 31. Mai 1904 als Inspekteur der Landwehr-Inspektion Berlin. Am 27. Januar 1908 erhielt er den Charakter als General der Infanterie und wurde am 18. Februar 1908 unter Belassung in seinem Dienstverhältnis à la suite des II. See-Bataillons gestellt. Unter weiterer Belassung à la suite des II. See-Bataillons wurde Hoepfner am 13. September 1912 von seiner Stellung enthoben und in Genehmigung seines Abschiedsgesuches mit der gesetzlichen Pension zur Disposition gestellt.
Anlässlich seiner Verabschiedung würdigte Kaiser Wilhelm II. ihn durch die Verleihung des Großkreuzes des Roten Adlerordens mit Eichenlaub und Schwertern am Ringe.

### Familie
Hoepfner hatte sich am 28. Dezember 1912 in Dieckow, Kreis Soldin mit Dorothea von Klitzing (* 1868) verheiratet. Die Ehe blieb kinderlos.